# Premio Holberg
Premio Holberg (Holberg Prize), es un premio establecido en el año 2003 por el gobierno de Noruega, con el objetivo de premiar la obra académica excepcional en el campo de las artes, las humanidades, las ciencias sociales, la legislación y la teología, bien en un campo concreto, bien en trabajos interdisciplinares.
Está dotado de 6 millones de coronas noruegas (630.000 euros) y lleva el nombre en honor del escritor Ludvig Holberg, estudioso que destacó en todas las áreas que este premio reconoce.  
El Premio Holberg ha llegado a ser definido como el nobel de las humanidades y ciencias sociales, y complementa al Premio Abel, establecido el año anterior también por el gobierno noruego, también conocido como nobel de las matemáticas.

## Premiados
| Año  | País                                          | Nombres                    | Actividad                          | Motivo |
| ---- | --------------------------------------------- | -------------------------- | ---------------------------------- | --- |
| 2004 | Bandera de Bulgaria · Bandera de Francia      | Julia Kristeva             | Filósofa, psicoanalista, lingüista | Por sus investigaciones en la interacción entre lengua, cultura y literatura y su desarrollo en la investigación en las ciencias sociales y humanidades; teoría feminista. |
| 2005 | Bandera de Alemania                           | Jürgen Habermas            | Filósofo, sociólogo                | Por sus teoría sobre discurso y comunicación más sus aportaciones sobre nuevas perspectivas sobre la ley y la democracia.                                                  |
| 2006 | Bandera de Polonia · Bandera de Israel        | Shmuel Eisenstadt          | Sociólogo                          | Por el desarrollo del conocimiento en el cambio social y su modernización, así como en la interacción entre cultura, creencias e instituciones política.                   |
| 2007 | Bandera de Estados Unidos                     | Ronald Dworkin             | Filósofo, jurista                  | Por el elaboración de una teoría jurídica nueva donde la unión entre ideas filosóficas abstractas y argumentos concretos con problemas morales o legislativos cotidianos.  |
| 2008 | Bandera de Estados Unidos                     | Fredric Jameson            | Crítico literario                  | Por su poética de las formas sociales. |
| 2009 | Bandera de Canadá                             | Ian Hacking                | Filósofo, historiador              | Por su análisis filosófico e histórico en la compresión de hechos acaecidos de la actividad científica y en determinados contextos sociales.                               |
| 2010 | Bandera de Canadá · Bandera de Estados Unidos | Natalie Zemon Davis        | Historiadora                       | Por sus numerosos análisis y estudios en historia. |
| 2011 | Bandera de Alemania                           | Jürgen Kocka               | Historiador                        | Por adoptar un enfoque trasnacional comparativo en ciencias sociales. |
| 2012 | Bandera de España                             | Manuel Castells            | Sociólogo                          | Por esclarecer las dinámicas acaecidas en la economía urbana y global en la sociedad de la información.                                                                    |
| 2013 | Bandera de Francia                            | Bruno Latour               | Antrópologo, sociólogo             | Por sus análisis e interpretaciones sobre la modernidad, poniendo en cuestión sus conceptos y axiomas más arraigados.                                                      |
| 2014 | Bandera del Reino Unido                       | Michael Cook               | Historiador                        | Por sus estudios sobre el islam. |
| 2015 | Bandera del Reino Unido                       | Marina Warner              | Escritora, ensayista               | Por sus análisis sobre el feminismo y el mito. |
| 2016 | Bandera de Estados Unidos                     | Stephen Greenblatt         | Crítico literario                  | Por sus estudios sobre el renacimiento y la obra de William Shakespeare.                                                                                                   |
| 2017 | Bandera del Reino Unido                       | Onora O'Neill              | Filósofa                           | Por su influencia en la filosofía ética y política. |
| 2018 | Bandera de Estados Unidos                     | Cass Sunstein              | Jurista                            | Por reformular la relación entre la legislación de los estados modernos y el derecho constitucional.                                                                       |
| 2019 | Bandera del Reino Unido                       | Paul Gilroy                | Antropólogo                        | Por sus estudios en estudios raciales y poscoloniales. |
| 2020 | Bandera de Sudáfrica · Bandera de Canadá      | Griselda Pollock           | Escritora, ensayista               | Por sus contribuciones a la historia del arte feminista y los estudios culturales.                                                                                         |
| 2021 | Bandera de Estados Unidos                     | Martha Nussbaum            | Filósofa, jurista                  | Por sus investigaciones en filosofía y legislación. |
| 2022 | Bandera de Estados Unidos                     | Sheila Jasanoff            | Sociológa                          | Por sus contribuciones a estudio de la tecnología y la ciencia. |
| 2023 | Bandera de España                             | Joan Martinez Alier        | Economista                         | Por su investigación en economía ecológica, ecología política y justicia ambiental.                                                                                        |
| 2024 | Bandera de Camerún                            | Achille Mbembe             | Historiador                        | Por su investigación pionera en historia africana, estudios poscoloniales, humanidades y ciencias sociales durante cuatro décadas.                                         |
| 2025 | Bandera de la India                           | Gayatri Chakravorty Spivak | Filósofa y crítica literaria       | Por su trabajo pionero en los campos de la teoría literaria y la filosofía.                                                                                                |